# Power Ball

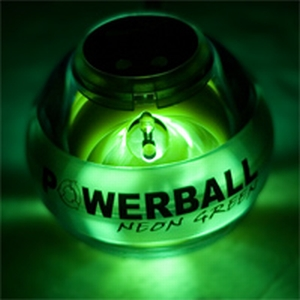
Powerball Neon Green Pro - en funcionament

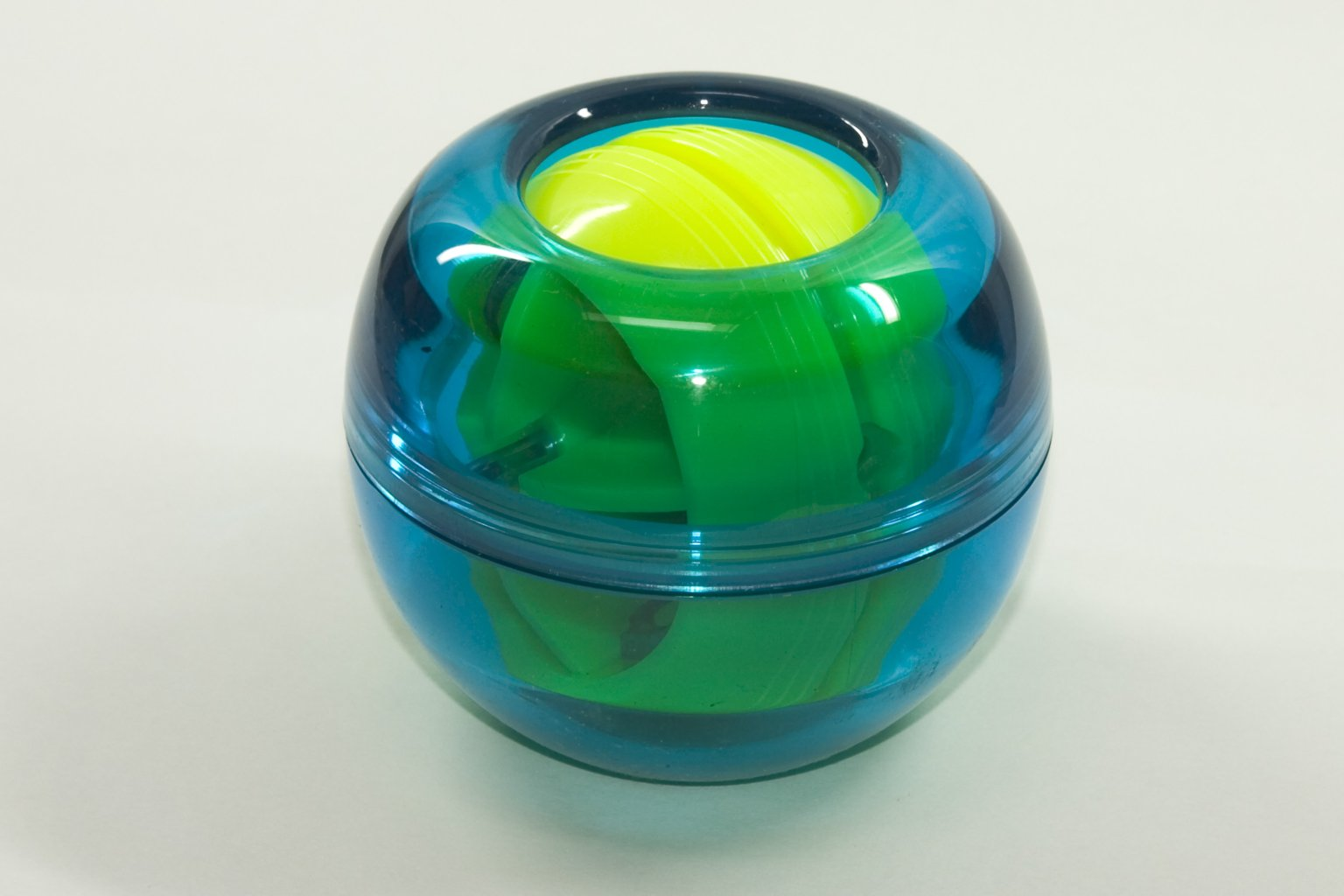
Un entrenador giroscòpic de canell DynaBee.

Una Power Ball és un dispositiu giroscòpic dissenyat per a exercitar, especialment, el canell com fisioteràpia, o per a enfortir, en general, els diversos músculs de l'extremitat superior.
Està basat en el giroscopi creat l'any 1852 per Léon Foucault per demostrar la rotació de la Terra. Funciona gràcies al principi de la força centrífuga. La força del rotor que es troba en el seu interior va en funció de la velocitat amb la qual se li fa girar. En girar la Power Ball amb més intensitat, el rotor augmenta el nombre de revolucions, generant un soroll o xiulada cada vegada més agut en proporció a les revolucions. No necessita alimentació elèctrica ni bateries, i els díodes LED que s'inclouen en la majoria dels seus models s'il·luminen amb l'energia que el giroscopi genera.
Actualment es comercialitza, usant-se per a exercitar els músculs de la mà, avantbraç, bíceps, tríceps i muscle. És molt recomanable per a enfortir braços en diferents esports com el golf, tennis, o, també per a músics com guitarristes, baixistes, pianistes, etc
Existeixen diverses versions de NSD Power Ball amb l'opció d'incloure un velocímetre que mesura entre altres funcions les rpm. Les versions de la marca NSD Power Ball (existeixen d'altres empreses) són:
- Power Ball Gold
- Super Power Ball
- Power Ball Regular
- Power Ball Sound
- Power Ball Green Light
- Power Ball Amber Light
- Power Ball Blue Light
- Power Ball Techno
- Power Ball Signature

Altres empreses que comercialitzen aquest producte, a part de NSD Powerball, són:
- Powerball
- IronPower
- DynaBee
- IronPower
- Dynaflex Powerball
- DFX Powerball
- TanGOball

## Rànquing Mundial
En l'actualitat el rècord mundial de rpm amb la PowerBall l'ha aconseguit el grec Akis Kritsinelis amb 21.228 rpm, així com en diverses modalitats. 20.903 rpm en 90 segons i 31.816 rpm en combinat (una PowerBall a cada mà). En categoria femenina el rècord mundial el té l'espanyola M. J. Méndez Vázquez amb un rècord de 16.695 rpm. A Espanya el rècord el té el català Max Fernandez amb 19.021 rpm  i en combinat el català Esteve Sans amb 28.509 rpm